# Jukgyo-dong
Jukgyo-dong (koreanska: 죽교동) är en stadsdel i kommunen Mokpo i provinsen Södra Jeolla i den sydvästra delen av Sydkorea, 310 km söder om huvudstaden Seoul.